# はやおきワイド530
「はやおきワイド530」（ - ごーさんまる）とは、毎日放送制作の早朝の情報番組。

## 概要
開始の経緯と放送時間
開始以前はTBSの早朝情報番組「ドーナツ6」をネットしていたが、これを打ち切り1988年1月4日に放送を開始した。放送時間は毎週月曜日から金曜日、5時30分から6時29分まで。引き続いてTBSからの「JNNおはようニュース&スポーツ」へと続く。なお放送当時、この番組の開始により在阪各局ではNHKも含め一番早い放送開始時刻となる。
TBSでは「ドーナツ6」打ち切り後、新たに「地球!朝一番」がスタートしたが、この番組が好調に推移していたこともあり、ネット受けはしなかった。
番組内容
- 5時台はニュース（ヘッドライン中心、ニュース映像なし）とスポーツ（映像は前夜のスポーツニュース同録）を伝えた後に、曜日ごとの企画コーナーがあり、金曜には旅のコーナーがあった。
- 6時台はニュース（映像は前夜のニュース同録、関西のニュースはオリジナル映像）と解説、経済情報を伝えた後、気象情報ときょうの予定で終了となる。

ネット局
開始当初は関西地区ローカルだったが、後にテレビ山口へもネットしている。
番組終了とその後
1992年10月で放送終了し、以降しばらくはTBSの同時ネットに移行。一時期「朝イチバン!」、「朝ダッシュ!」といった自社制作による早朝ローカル情報番組（いずれも5時30分から5時59分）が放送されたが1999年4月以降、再び同時ネットとなり現在に至っている。

## 主なメーンキャスター
- 大谷昌子
- 徳田実輝
- 藤島たかね
- その他女性

## 主なニュースキャスター
- 高村昭
- 小池清
- その他、ニュース解説として毎日新聞の記者や論説委員が日替わりで出演していた。

## 主なリポーター
- 上出佳子
- 水谷加奈子

ほか